# ビジュアルボーイ
ビジュアルボーイは、ジグノシステムジャパン株式会社が運営している公式サイト (携帯電話)(フィーチャーフォン/スマートフォン向け)である。

## 概要
- 舞台、映画、ドラマで活躍する男性俳優の情報を集めたキャリア公式携帯サイト。
- 月額300円(税抜)。docomo、au、SoftBankに対応。

フィーチャーフォンURL - http://vb.gsj.bz/
docomoスマートフォンURL - http://vb-sp.gsj.bz/
auスマートフォンURL - http://vb-is.gsj.bz/
SoftBankスマートフォンURL - http://vb-sb.gsj.bz/
- 仮面ライダーシリーズやスーパー戦隊シリーズなど、いわゆる特撮ヒーロー作品に出演している俳優と、舞台やミュージカルに出演している俳優、テレビドラマに出演している俳優の登場が多い。
- コンテンツは、待受、動画、着声、着うた、Flash待受などに対応している。その他、日記、スケジュール、イベントレポートなど読み物も多い。
- 日記はサイトでも読めるが、メール配信も行っている。
- ビジュボ、VBと略される。
- 2011年に10周年を迎えた。
- 2013年9月 auスマートパスに対応。
- 2014年10月VB Voice Actor sideがスタート。男性声優のコンテンツ配信が始まる。

## ビジュアルボーイメンバー

### あ行
- 蒼井翔太
- 青木一馬
- 青木玄徳
- 赤澤燈
- 浅倉一男
- 浅田駿
- 安里勇哉
- 阿部直生
- 井澤勇貴
- 泉政行
- 伊勢大貴
- 磯貝龍虎
- 一乃瀬洋介
- 井深克彦
- 上杉輝
- 上原涼
- 内山眞人
- 大河元気
- 大口兼悟
- 太田基裕
- 大平峻也
- 岡田幸樹
- 岡山智樹
- 小笠原健
- 小田井涼平
- 越智友己
- 落合モトキ

### か行
- 加藤真央
- 加藤良輔
- 要潤
- 兼崎健太郎
- 鎌苅健太
- 川隅美慎
- 河原田巧也
- 川本稜
- 黄川田将也
- 菊池卓也
- 騎田悠暉
- 北村諒
- 鯨井康介
- 久保田秀敏
- 小谷嘉一
- 小西成弥
- 小林豊
- 郷本直也

### さ行
- 齋藤ヤスカ
- 早乙女じょうじ
- 酒井一圭
- 佐藤永典
- 椎名鯛造
- 塩川渉
- 汐崎アイル
- 篠田光亮
- 柴木丈瑠
- 白川裕二郎
- 寿里
- 杉浦太陽
- 杉浦太雄
- 鈴木勝吾
- 鈴木拡樹
- 染谷俊之

### た行
- 高杉真宙
- 滝口幸広
- 田中稔彦
- 玉城裕規
- 玉山鉄二
- 丹野延一
- 塚本高史
- 鶴田亮介
- 寺山武志
- 出合正幸
- 徳山秀典
- 栩原楽人
- 友常勇気
- 土井一海

### な行
- 中川大志
- 中津五貴
- 中村誠治郎
- 永井朋弥
- 永山たかし
- 夏川光平
- 成松慶彦
- 根本正勝
- 法月康平

### は行
- 畠山遼
- 服部翼
- 花田俊
- 早川諒
- 平野良
- 平松來馬
- 廣瀬大介
- 廣瀬智紀
- 藤田玲
- 古原靖久
- 細川洪

### ま行
- 真島光平
- 松田賢二
- 松田凌
- 丸山敦史
- 三浦涼介
- 溝呂木賢
- 南翔太
- 宮崎翔太
- 村井良大
- 村上幸平
- 村田充

### や行
- 八神蓮
- 矢口空
- 山口翔悟
- 山本匠馬
- 山谷光博
- 弓削智久
- 吉岡毅志
- 与那嶺圭太

### ら行
- 良知真次

### わ行
- 渡部紘士
- 和田琢磨
- 和田雅成

## VB Voice Actor sideメンバー
- 阿部敦
- 羽多野渉
- 林勇
- 山谷祥生
- 代永翼

## イベント
VBフレッシュトークLIVE2006summer
2006年7月31日、新宿ロフト/プラスワンにて開催。トークイベント。出演者は、酒井一圭、白川裕二郎、柴木丈瑠、吉岡毅志、西興一朗（ソロトークのみ）。
ビジュアルボーイ感謝祭'06A
2006年11月2日～11月5日、新宿スペース107にて開催。ビジュアルボーイメンバーとクリエイターのコラボ企画でタレントが様々なことに挑戦をする。
- 「華道エンターテインメントショーに挑戦」寿里、上地雄輔、鈴木飛雄、木村啓介、金子貴俊（スペシャルゲスト）、松田悟志（スペシャルゲスト）
- 「ブルースハープ、ウクレレに挑戦」西興一朗、滝川英治、溝呂木賢（スペシャルゲスト）
- 「ビームスライフルに挑戦」KENN、中村誠治郎、浅倉一男、酒井一圭、齋藤ヤスカ（飛び入りゲスト）
- 「ハードアクションに挑戦」河合龍之介、汐崎アイル
- 「フレアバーテニング」藤田玲、村田充、高橋光臣（飛び入りゲスト）、三上真史（飛び入りゲスト）
- 「ネットドラマ」郷本直也、魚谷輝明
- 「フォーマルMCに挑戦」大口兼悟

吉岡毅志と愉快な仲間達Presentsビジュアルボーイ～サンタが遅れてやってきた忘年会スペシャル2006爆裂！
2009年12月26日、新宿ロフト/プラスワンにて開催。
出演者 - 吉岡毅志、魚谷輝明、柴木丈瑠、酒井一圭、マリア･テレサ･ガウ、つるの剛士（サプライズゲスト）、杉浦太陽（サプライズゲスト）
ビジュアルボーイ Presents「吉岡毅志 30歳だョ!全員集合 祝って下さい2009」
2009年3月29日、新宿ロフト/プラスワンにて開催。
出演者 - 吉岡毅志、高野八誠、郷本直也、山本匠馬、富田翔
10周年記念写真展『熱演／十年』
2012年6月18日～6月24日、青山H.A.C.GALLERYにて開催。10年間で撮りためた俳優達の写真展とトークイベントを開催。同じく10周年を迎えた「劇団たいしゅう小説家」の公演画像をメインとしている。
出演者 - 八神蓮、高崎翔太、村上幸平、吉岡毅志、南翔太、河合龍之介、齋藤ヤスカ、林剛史、吉田友一、大河元気、川隅美慎、大山真志、成松慶彦、汐崎アイル、永山たかし
～ビジュアルボーイ 10周年記念イベント～シェイクスピア・朗毒パフォーマンス『ベースボーーール ハムレット！』
2012年11月21日(水)～25(日)、東京タワー タワーホールにて開催。
出演者
- ハムレット(H) - 安里勇哉、菊池卓也
- ロミオ(R) - 泉政行、池田純矢
- マクベス(M) - 磯貝龍虎、上田悠介
- 解説者(説) - 村上幸平、山本匠馬
- 日替わりゲスト(G) - 植野堀誠、加藤真央、高崎翔太、中村龍介、松田凌、唐橋充、清水一希

## オリジナルグッズ
癒っし～君☆×ビジュアルボーイ Baby-G
八神蓮のオリジナルキャラクターである癒っし～君☆とビジュアルボーイのコラボレーション時計。